# Торболе Казаля
То̀рболе Каза̀ля (на италиански: Torbole Casaglia) е градче и община в Северна Италия, провинция Бреша, регион Ломбардия. Разположено е на 114 m надморска височина. Населението на общината е 6536 души (към 2013 г.).